# 西貝柳斯冰川
69°55′S 70°5′W / 69.917°S 70.083°W
西貝柳斯冰川（英語：Sibelius Glacier）是南極洲的冰川，位於亞歷山大一世島北部，處於斯蒂芬森山西南面16公里，長19公里、寬10公里，最終注入莫扎特山麓冰川，以芬蘭作曲家讓·西貝柳斯命名。